# Джим Такер
Джим Б. Такер — професор психіатрії і нейро-поведінкової науки в Університеті Вірджинії. Його основними науковими інтересами є діти, які заявляють, що пам'ятають попередні життя, а також натальні та пренатальні спогади. Він є автором книги «Життя до життя: наукове дослідження дитячих спогадів про попереднє життя», яка є оглядом чотирьох десятиліть досліджень реінкарнації у Відділі перцептивних досліджень. Такер кілька років працював над цим дослідження з Єном Стівенсоном перед тим, як Стівенсон вийшов на пенсію у 2002 році.  Ім'я Такера появлялось у пресі:   . Його розслідування справи Камерона Маколея прозвучало у документальному фільмі «Надзвичайні люди — хлопчик, який жив раніше».

## Життєпис
Такер навчався в Університеті Північної Кароліни в Чапел-Хілл, де закінчив «Фі Бета Каппа»[прояснити] зі ступенем бакалавра. Отримав диплом психолога й медичний ступінь. В даний час він професор Боннер-Лоурі з психіатрії та нейро-поведінкових наук, і крім проведення досліджень, протягом дев'яти років був медичним директором клініки дитячої та сімейної психіатрії Університету Вірджинії. 
Він живе у Шарлоттсвіллі, штат Вірджинія, разом зі своєю дружиною Крістін Макдауелл Такер, клінічним психологом. Виступав на академічних та громадських конференціях. Такер відчував себе недосвідченим у роботі з дитячою психіатрією, але був відкритий до можливості, що люди є більшим, ніж їх матеріальні тіла, і бажав дослідити це питання більше . Хоча вихований як баптист, Такер не підписується на якусь конкретну релігію і стверджує, що скептично ставиться до реінкарнації , але вважає це найкращим поясненням явищ, пов'язаних з найсильнішими справами, розслідуваними на сьогодні . Прочитавши роботу Яна Стівенсона, Такера заінтригували спогади про минуле життя дітей та перспектива їх вивчення .

## Дослідження
Поки Ян Стівенсон зосереджувався на випадках в Азії, Такер вивчав американських дітей.
Він повідомляє, що приблизно в 70% випадків дітей, які заявляють, що пам'ятають минуле життя, померлий помер з неприродної причини.  І припускає, що травматична смерть може бути пов'язана з виживанням особистості. Далі він вказує, що час між смертю та новим народженням становить у середньому шістнадцять місяців, і що незвичні родові плями народження можуть збігатися зі смертельними ранами померлого..
Критики стверджують, що виживання свідомості після смерті немає, але Такер припускає, що квантова механіка може запропонувати механізм, за допомогою якого спогади та емоції можуть переноситися з одного життя в інше.